# Yoko Tsuno
Yoko Tsuno is een Belgische stripreeks bedacht door Roger Leloup. Anno 2024 zijn er 31 albums, enkele korte verhalen en een op de strip gebaseerde roman verschenen.
De reeks verscheen naast het Frans in 16 andere talen, waaronder het Nederlands.

## Inhoud
De stripreeks gaat over de belevenissen van een Japanse vrouw die zich moeiteloos beweegt tussen meerdere culturen: de West-Europese, de Japanse en zelfs een buitenaardse (Vinea). De heldin van de serie is moedig, intelligent en doortastend. Ze kan een vliegtuig besturen en spreekt verschillende talen zoals Nederlands, Japans, Duits en Chinees. Ze is boeddhiste, beoefent aikido en kendo en is een geoefend boogschutter.
Yoko beleeft als elektrotechnisch ingenieur zowel aardse als buitenaardse avonturen, waarbij ze al in haar eerste avontuur contact maakt met de buitenaardse Vineanen. In het eerste album Trio in het onbekende ontmoet Yoko haar toekomstige kameraden: Paul Pola en Ben Beeld, die bij de televisie werken. In het tweede album leren zij tijdens een toeristische boottocht op de Rijn een Duitse organiste kennen, Ingrid Hallberg. Ingrid wordt een vriendin van Yoko en zal ook in enkele latere albums verschijnen. Zij vertegenwoordigt de Duitse romantiek (kastelen, Rothenburg ob der Tauber, Rheingold).
Yoko's avonturen bevatten vele elementen: het oplossen van misdaden, vriendschap, liefde, adoptie en moderne techniek met sciencefiction-elementen zoals robots, vreemde hemellichamen, ruimte- en tijdreizen. Soms spelen eigenaardige dieren zoals een vleermuis een belangrijke rol in het avontuur.

## Personages
Hieronder volgen een aantal van de belangrijkste personages.
- Yoko Tsuno, een Japanse elektrotechnische ingenieur en het titelpersonage
- Ben (originele naam: Vic), een rustige vriend van Yoko
- Paul (originele naam: Pol), een mopperende vriend van Yoko
- Khany (originele naam: Khâny), een Vineaanse vriendin van Yoko
- Emilia (originele naam: Émilia), een Schots-Russische vriendin van Yoko
- Ingrid, een Duitse vriendin van Yoko
- Myna, een robot en vriendin van Yoko
- Roosje (originele naam: Rosée du matin), de Chinese adoptiedochter van Yoko
- Monya, een vriendin van Yoko die uit de toekomst komt
- Mieke, een Vlaamse vriendin van Yoko die uit het verleden komt

## Publicatiegeschiedenis

### Voorgeschiedenis
Sciencefiction is een populair genre in de Belgische strip. Spirou/Robbedoes importeerde vanaf eind de jaren 30 Amerikaanse comics zoals Superman en Brick Bradford, waar geregeld sciencefiction in voorkwam. De ruimtewedloop stimuleerde het vervolgens. Willy Vandersteen liet zijn stripreeks Suske en Wiske in 1948 op de maan afspelen in het album De mottenvanger. In 1950 begon Hergé met zijn stripreeks De avonturen van Kuifje met het maantweeluik: Raket naar de maan en Mannen op de maan. Vervolgens verscheen sciencefiction steeds meer in Belgische stripreeksen. Zo verschenen er in Blake en Mortimer enkele sciencefictionverhalen. Ook verscheen de stripreeks Luc Orient en deze stripreeks rond 1970.
Onder invloed van de Franse censuurcommissie waren vrouwelijke vormen jarenlang niet toegestaan. Ook waren de redacties en de drukkers zeer katholiek. Vrouwelijke personages waren daardoor gewoonlijk onbelangrijke personages in de Belgische strip. Eind jaren 60 waren de vrouwen wat meer geëmancipeerd en de censuurcommissie was verdwenen. De hoofdredacties van de stripbladen hadden echter nog hun vooroordelen.
In de jaren 50 en 60 werkte Roger Leloup voornamelijk als decortekenaar bij Jacques Martin bij zijn reeksen Alex en Lefranc. Ook assisteerde hij in die periode Francis en Hergé.

### Leloup (1970-heden)

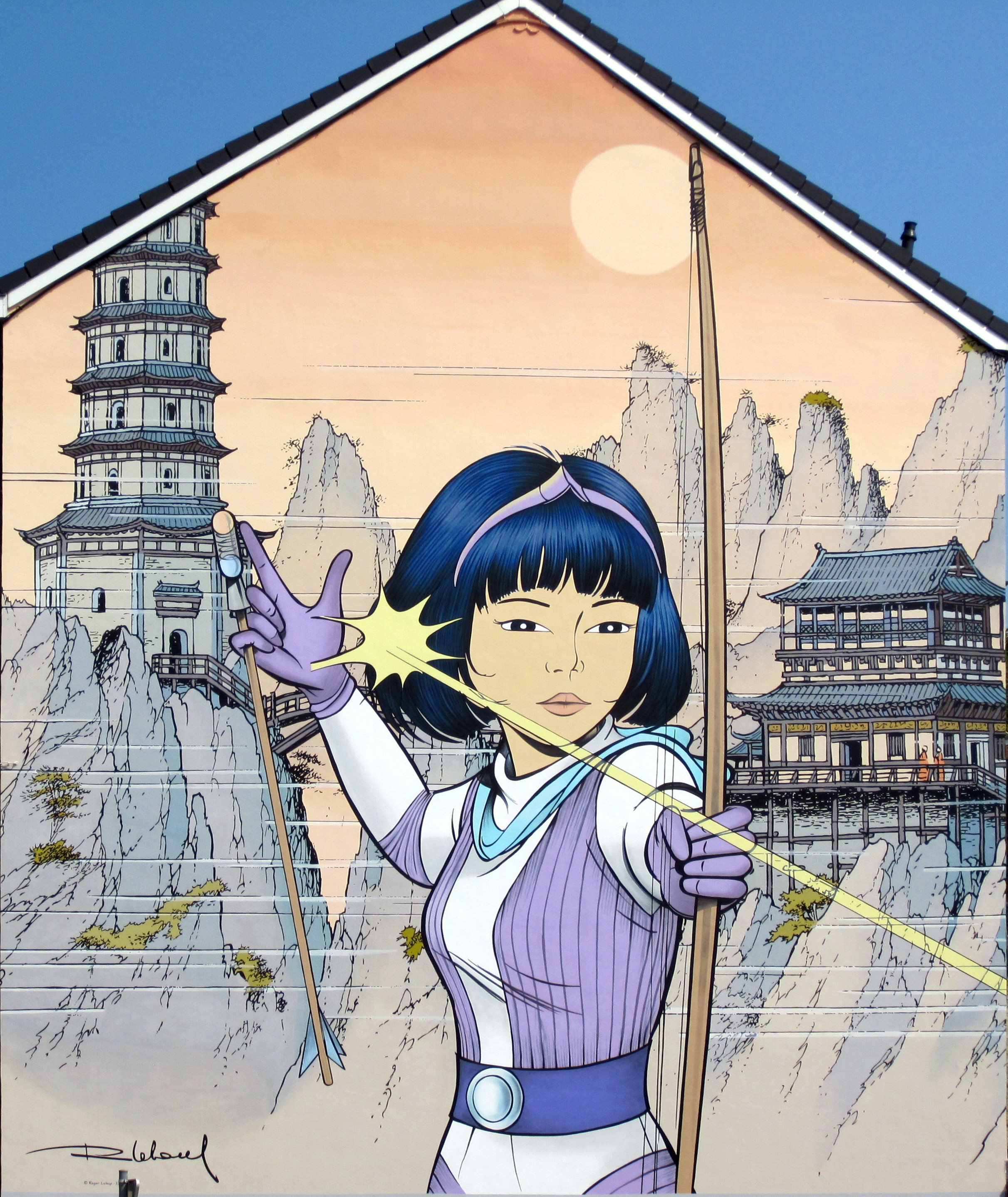
Stripmuur in Verviers

De eerste schets van Yoko Tsuno tekende Leloup op Kerstmis 1968. Eind de jaren 60 werkte Leloup als decortekenaar bij Jakke en Silvester van Peyo. Vervolgens schreef hij zelf een scenario voor een nieuw verhaal van Jakke en Silvester. Hierin ontmoetten ze een Japanse vrouw genaamd Yoko, van wie de naam afkomstig was van de actrice Yoko Tani. Het verhaal ging echter niet door, waarna Leloup het scenario vervolgens bewerkte tot het eerste album van een nieuwe stripreeks. Hij verving Jakke en Silvester door de personages Paul en Ben. Vervolgens ging Leloup, op aanraden van Peyo, in 1969 met zijn verhaal Trio in het onbekende naar Spirou/Robbedoes. Een Duitse uitgeverij verzocht Dupuis om een nieuwe sciencefictionserie, waarna Dupuis aankwam met Trio in het onbekende. Het duurde echter even voordat de Duitse uitgever akkoord ging, daarom verzocht Dupuis om vast enkele korte verhalen in het blad te tekenen met het minst belangrijke personage van de drie: Yoko Tsuno. De eerste publicatie van Yoko Tsuno was op 24 september 1970 in Robbedoes / Spirou nummer 1693 met het korte verhaal Overval in hi-fi.
Zo verschenen er in 1970 twee reeksen in Spirou/Robbedoes met sterke vrouwen in de hoofdrol: Natasja en de reeks van Leloup. Yoko's beroep van elektrotechnische ingenieur als een vrouwelijk hoofdpersonage was ongewoon in die tijd. Op aandringen van uitgever Charles Dupuis hielp Maurice Tillieux met de scenario's van de eerste korte verhalen. Tillieux achtte zijn bijdrage echter overbodig, waarna Leloup de reeks alleen verder schrijft en tekent. Tillieux adviseerde hem wel nog de reeks humoristischer te maken zoals de andere reeksen van Spirou. De tekenstijl van de eerste verhalen is nog enigszins karikaturaal, maar dit wijzigde zich al snel naar semi-realistisch vanaf het tweede verhaal Het helse orgel.
In de eerste korte verhalen was Yoko nog een bijfiguur, maar de jaarlijkse verkiezing veranderde alles. Tijdschrift Spirou/Robbedoes hield een jaarlijkse verkiezing waarbij de lezers konden stemmen op hun favoriete reeksen. De hoofdredactie van het blad verwachtte dat de reeks laag zou eindigen. Yoko Tsuno eindigde echter vijfde, waarop uitgever Charles Dupuis aan Leloup vroeg om de reeks verder te zetten en Yoko het hoofdpersonage te maken. Het derde album, Vulcanus' smidse, was ook gebaseerd op een afgewezen scenario, maar ditmaal eentje dat Leloup schreef voor De avonturen van Kuifje.
Net zoals bij Hergé doet Leloup veel onderzoek voor de decors van deze stripreeks. Daarnaast zorgde het succes van de Star Wars-films in de jaren 80 voor een verhoogde interesse in sciencefictionstrips zoals deze. Geleidelijk aan kwamen er naast ruimtereizen ook tijdreizen in de reeks.

## Verhalen

### Albums
In de tweeënvijftig jaar tussen 1972 en 2024 verschenen er eenendertig stripalbums in de Yoko Tsuno-reeks. 
| Nr. | Titel                        | Originele titel            | Publicatiejaar Spirou | Uitgavejaar album |
| --- | ---------------------------- | -------------------------- | --------------------- | ----------------- |
| 1   | Trio in het onbekende        | Le trio de l'étrange       | 1971                  | 1972              |
| 2   | Het helse orgel              | L'orgue du diable          | 1972                  | 1973              |
| 3   | Vulcanus' smidse             | La forge de Vulcain        | 1973                  | 1973              |
| 4   | Avonturen met elektronika    | Aventures électroniques    | 1970-1973             | 1974              |
| 5   | Seinen voor de eeuwigheid    | Message pour l'éternité    | 1974                  | 1975              |
| 6   | De 3 zonnen van Vinea        | Les 3 soleils de Vinéa     | 1975                  | 1976              |
| 7   | De grens van het leven       | La frontière de la vie     | 1976                  | 1977              |
| 8   | De titanen                   | Les titans                 | 1977                  | 1978              |
| 9   | De dochter van de wind       | La fille du vent           | 1978                  | 1979              |
| 10  | Het licht van Ixo            | La lumière d'Ixo           | 1979                  | 1980              |
| 11  | De tijdspiraal               | La spirale du temps        | 1980                  | 1981              |
| 12  | Prooi en schaduw             | La proie et l'ombre        | 1981                  | 1982              |
| 13  | De aartsengelen van Vinea    | Les archanges de Vinéa     | 1982                  | 1983              |
| 14  | De bliksem van Wodan         | Le feu de Wotan            | 1984                  | 1984              |
| 15  | Het kanon van Kra            | Le canon de Kra            | 1985                  | 1985              |
| 16  | De draak van Hong-Kong       | Le dragon de Hong Kong     | 1986                  | 1986              |
| 17  | De danseres van Bali         | Le matin du monde          | 1988                  | 1988              |
| 18  | De bannelingen van Kifa      | Les exilés de Kifa         | 1990-1991             | 1991              |
| 19  | De Rheingold-Express         | L'or du Rhin               | 1992-1993             | 1993              |
| 20  | De astroloog van Brugge      | L'astrologue de Bruges     | 1994                  | 1994              |
| 21  | De poort van de zielen       | La porte des âmes          | 1996                  | 1996              |
| 22  | De hemelse jonk              | La jonque céleste          | 1998                  | 1998              |
| 23  | De pagode der nevelen        | La pagode des brumes       | 2001                  | 2001              |
| 24  | De zevende code              | Le septième code           | 2005                  | 2005              |
| 25  | De dienares van Lucifer      | La servante de Lucifer     | 2010                  | 2010              |
| 26  | De vloek van de amethist     | Le maléfice de l'améthyste | 2012                  | 2012              |
| 27  | Khany's geheim               | Le secret de Khâny         | 2015                  | 2015              |
| 28  | De tempel der onsterfelijken | Le temple des immortels    | 2017                  | 2017              |
| 29  | Engeltjes en valken          | Anges et faucons           | 2019                  | 2019              |
| 30  | De tweeling van Saturnus     | Les gémeaux de Saturne     | 2022                  | 2022              |
| 31  | De arend van de Highlands    | L'Aigle des Highlands      | 2024                  | 2024              |

### Korte verhalen

#### Hoofdreeks
Onderstaande korte verhalen, die verschenen tussen 1970 en 1973, werden in 1974 gebundeld in het vierde album Avonturen met elektronika.
| Titel                              | Oorspronkelijke titel | Tekenaar | Scenarist        | Aantal pagina's | Publicatiejaar Spirou |
| ---------------------------------- | --------------------- | -------- | ---------------- | --------------- | --------------------- |
| Overval in hi-fi                   | Hold–up en hi–fi      | Leloup   | Leloup, Tillieux | 8               | 1970                  |
| Het kerstengeltje                  | L'ange de Noël        | Leloup   | Leloup           | 2               | 1970                  |
| De aapmens                         | La belle et la bête   | Leloup   | Leloup, Tillieux | 6               | 1971                  |
| Koers 351                          | Cap 351               | Leloup   | Leloup, Tillieux | 6               | 1971                  |
| Honing voor Yoko                   | Du miel pour Yoko     | Leloup   | Leloup           | 10              | 1971                  |
| De vliegende spin/De stelende spin | L’araignée qui volait | Leloup   | Leloup           | 12              | 1973                  |

#### Los
In 2007 verscheen een naamloze strip.
| Titel | Tekenaar | Scenarist        | Publicatiejaar Spirou |
| ----- | -------- | ---------------- | --------------------- |
| Geen  | Leloup   | Leloup, Léonardo | 2007                  |

#### Hommages
| Titel | Scenarist/Tekenaar | Aantal pagina's | Publicatiejaar Spirou |
| ----- | ------------------ | --------------- | --------------------- |
| Geen  | Deliège            | 1/2 of 1        | 1981                  |
| Geen  | Stanislas          | 1/2 of 1        | 2009                  |

### Integrale edities
In 1997 en 1998 verscheen een integrale reeks van 7 banden in het Frans die 21 albums bevat.
Tussen 2006 en 2009 verscheen er een reeks van 8 banden in het Frans die 24 albums bevat. Het gaat om een thematische en geen chronologische integrale reeks. Sinds 2017 wordt de serie vertaald.

## Boek
In 1991 verscheen het boek L'Écume de l'aube, waarin Leloup meer over Yoko's jeugd vertelt. In het Nederlands verscheen dit boek onder de titel De parel van de dageraad.

## Stripmuren
In 2009 werd een muurschildering van Yoko Tsuno aangebracht nabij een parking in Waver. In 2010 kreeg ze ook een stripmuur in Brussel, in de straat Nieuwland. In 2018 volgde een muur in Leloups geboorteplaats Verviers.

## Trivia
- De naam van de fictieve planeet uit deze reeks Vinea en haar bewoners Vineanen baseerde Leloup op het merk Nivea. De blauwe huid van de bewoners baseerde Leloup op de kleur van het doosje van datzelfde merk.[34]
- In 2009 verscheen er een Belgische postzegel van Yoko Tsuno.[35]
- Reeds heel wat jaren reist in België een polyp (kermisattractie) met op de middenton een opvallende afbeelding van Yoko Tsuno.